# Bozi
Bozi este o comună din departamentul Bouaflé, regiunea Marahoué, Coasta de Fildeș.